# 청-버마 전쟁
틀:십전무공
틀:Campaignbox Sino–Burmese War
청-버마 전쟁(중국어: 清緬戰爭; 버마어: တရုတ်-မြန်မာ စစ်ပွဲများ)은 청나라의 버마 침공 또는 청나라의 미얀마 원정으로도 알려져 있으며, 청나라와 꼰바웅 왕조 (미얀마) 사이에 벌어진 전쟁이다. 건륭제의 청나라는 1765년에서 1769년 사이에 네 차례에 걸쳐 버마를 침공했으며, 이는 그의 십전무공 중 하나로 간주된다. 그럼에도 불구하고, 7만 명이 넘는 청나라 병사와 4명의 사령관의 목숨을 앗아간 이 전쟁은 때때로 "청나라가 치른 가장 처참한 국경 전쟁"이자 "버마의 독립을 보장한" 전쟁으로 묘사된다. 버마의 성공적인 방어는 양국 간의 현재 국경의 토대를 마련했다.
처음에는 청나라 황제가 쉬운 전쟁으로 예상하여 윈난성에 주둔한 녹영군 병력만을 파견했다. 청나라의 침공은 버마군 주력이 버마-시암 전쟁 (1765년-1767년) 중인 시암 침공에 배치되어 있던 시기에 이루어졌다. 그럼에도 불구하고, 전투 경험이 풍부한 버마군은 1765년-1766년과 1766년-1767년의 첫 두 차례의 침공을 국경에서 격퇴했다. 지역 분쟁은 이제 양국 전역에서 군사 작전이 벌어지는 대규모 전쟁으로 확대되었다. 정예 만주 팔기군이 이끈 세 번째 침공 (1767년-1768년)은 수도 아바 (인와)에서 불과 며칠 거리에 깊숙이 침투하여 거의 성공할 뻔했다. 그러나 북부 중국의 팔기군은 낯선 열대 지형과 치명적인 풍토병에 대처하지 못하고 막대한 손실을 입고 후퇴했다. 위기일발의 상황 후, 싱뷰싱왕은 시암에 있던 군대를 중국 전선으로 재배치했다. 네 번째이자 가장 큰 침공은 국경에서 교착 상태에 빠졌다. 청나라 군대가 완전히 포위되자 1769년 12월 양측의 야전 사령관들 사이에 휴전이 이루어졌다.
청나라는 국경 무역을 20년간 금지하면서 또 다른 전쟁을 벌이기 위해 약 10년간 윈난성 국경 지역에 강력한 군사력을 유지했다. 버마 역시 중국의 위협에 몰두하여 국경을 따라 일련의 수비대를 유지했다. 20년 후, 1790년에 버마와 중국이 외교 관계를 재개했을 때, 청나라는 일방적으로 이 행동을 버마의 굴복으로 간주하고 승리를 주장했다. 궁극적으로 이 전쟁의 가장 큰 수혜자는 시암인들이었는데, 그들은 1767년 버마에게 수도 아유타야를 잃은 후 다음 3년 동안 대부분의 영토를 되찾았다.

## 배경

주요 전투가 벌어졌던 샨주의 지형

버마와 중국 사이의 긴 국경은 오랫동안 모호하게 정의되어 있었다. 명나라는 1380년에서 1388년 사이에 처음으로 윈난성 국경 지대를 정복했고, 1440년대 중반까지 지역 저항을 진압했다. 샨주 (현재의 까칭주, 샨주, 꺼야주를 포함)에 대한 버마의 지배는 1557년 따웅우 왕조의 바인나웅 왕이 모든 샨족 국가를 정복하면서 이루어졌다. 국경은 현대적인 의미에서 결코 확정되지 않았으며, 국경 지역의 현지 샨족 사우바스(추장)들은 양측에 조공을 바쳤다. 이러한 상황은 1730년대에 청나라가 윈난성 국경 지역에 대한 통제를 강화하기로 결정하면서 중국에 유리하게 돌아섰고, 버마의 권위는 따웅우 왕조의 급속한 쇠퇴로 인해 크게 약화되었다.

### 청나라의 국경 지대 통합 (1730년대)

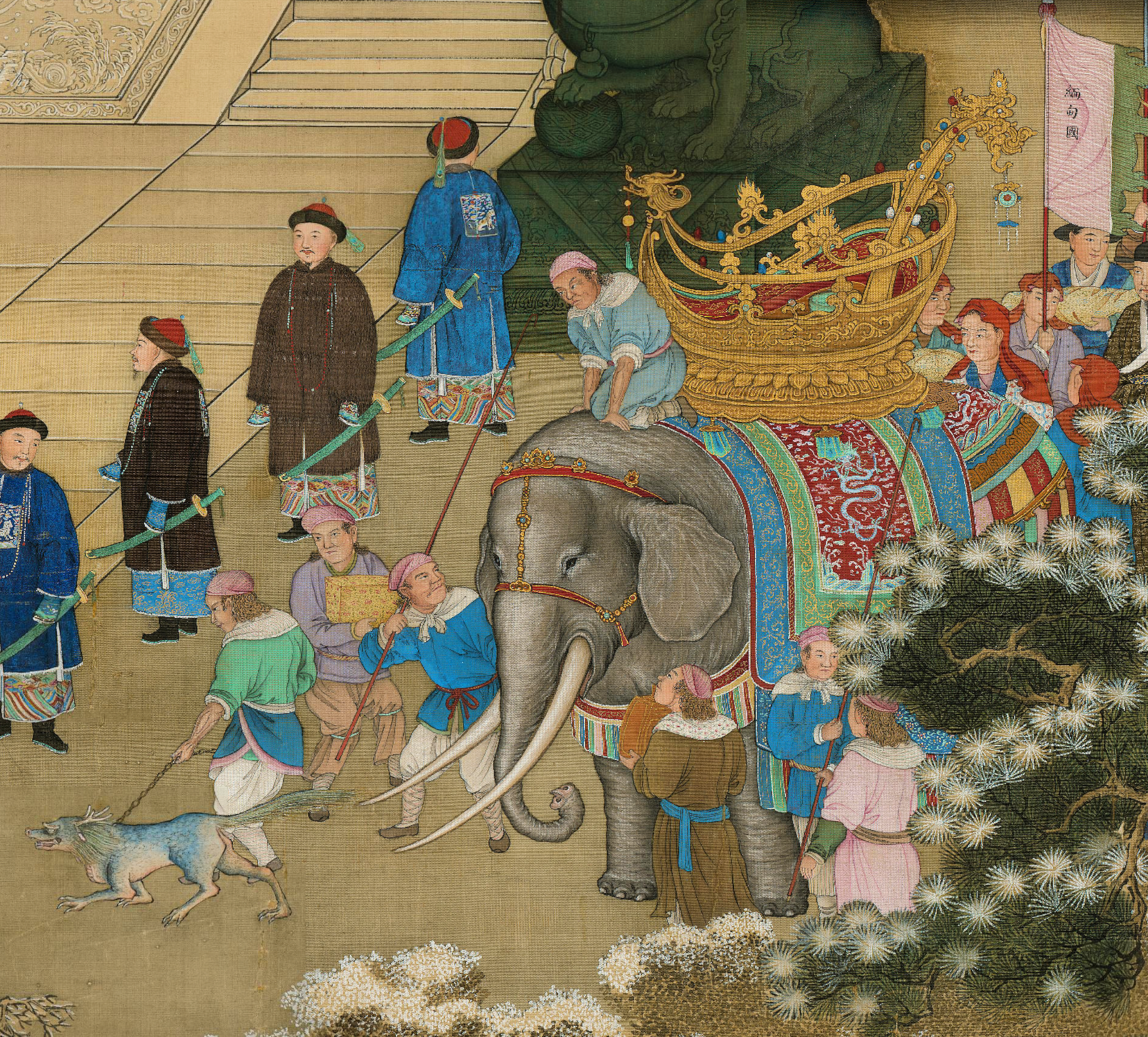
1761년 베이징에 도착한 미얀마 (缅甸国) 대표단. 당시 건륭제의 통치 하에 있었다. 만국래조도

청나라가 국경 통제를 강화하려는 시도는 처음에는 현지 추장들의 거센 저항에 부딪혔다. 1732년, 윈난성 정부의 세금 인상 요구는 국경 지역에서 여러 샨족의 반란으로 이어졌다. 샨족 저항 지도자들은 "이 땅과 물은 우리의 소유이다. 우리는 스스로 경작하고 우리 농산물을 먹을 수 있다. 외국 정부에 조공을 바칠 필요가 없다"고 말하며 사람들을 단결시켰다. 1732년 7월, 대부분 토착 산악인들로 구성된 샨족 군대는 푸얼에 있는 청나라 수비대를 90일 동안 포위했다. 윈난성 정부는 약 5,000명의 압도적인 병력으로 응수하여 포위를 풀었다. 청나라군은 서쪽으로 더 추격했지만 끈질긴 현지 저항을 진압할 수 없었다. 마침내 청나라 야전 사령관들은 중립적인 사우바스와 동맹을 맺고, 녹영군 대장직과 지역 지휘관직을 포함한 청나라 작위와 권한을 부여함으로써 전술을 변경했다. 협정을 마무리하기 위해 윈난성의 서열 3위 관리가 직접 쓰마오로 가서 충성 맹세 의식을 거행했다. 1730년대 중반까지 이중 조공을 바치던 국경 지역의 사우바스들은 점점 더 강력한 청나라 편에 섰다. 1735년, 건륭제가 중국 황위에 오른 해까지 10명의 사우바스들이 청나라 편에 섰다. 합병된 국경 국가들은 현재의 까칭주의 모가웅과 바모, 현재의 샨주의 센위 (테이니)와 켕퉁 (카잉통), 그리고 현재의 윈난성 시솽반나 다이족 자치주의 십송반나 (카잉윤)에 이른다.
청나라가 국경 지역에 대한 통제를 강화하는 동안, 따웅우 왕조는 여러 차례의 외부 침략과 내부 반란에 직면하여 어떠한 상응하는 조치도 취할 수 없었다. 1730년대 내내 왕조는 마니푸르의 침략에 직면했는데, 이는 상미얀마의 점점 더 깊숙한 지역까지 이르렀다. 1740년, 하미얀마의 몬족은 반란을 일으켜 한타와디 복고 왕국을 세웠다. 1740년대 중반까지 버마 왕의 권위는 대부분 사라졌다. 1752년, 따웅우 왕조는 아바를 점령한 한타와디 복고 왕국의 군대에 의해 전복되었다.
그때쯤에는 이전 국경 지대에 대한 청나라의 통제는 의심할 여지가 없었다. 1752년, 황제는 "야만 부족은 야만인을 사용하여 정복해야 한다"고 명시한 문서인 『청 황제 조공국 일람』을 발행하며, 자신의 통치하에 있는 모든 "야만" 부족을 연구하여 그들의 본성과 문화를 베이징에 보고해야 한다고 명시했다.

### 버마의 재확립 (1750년대–1760년대)

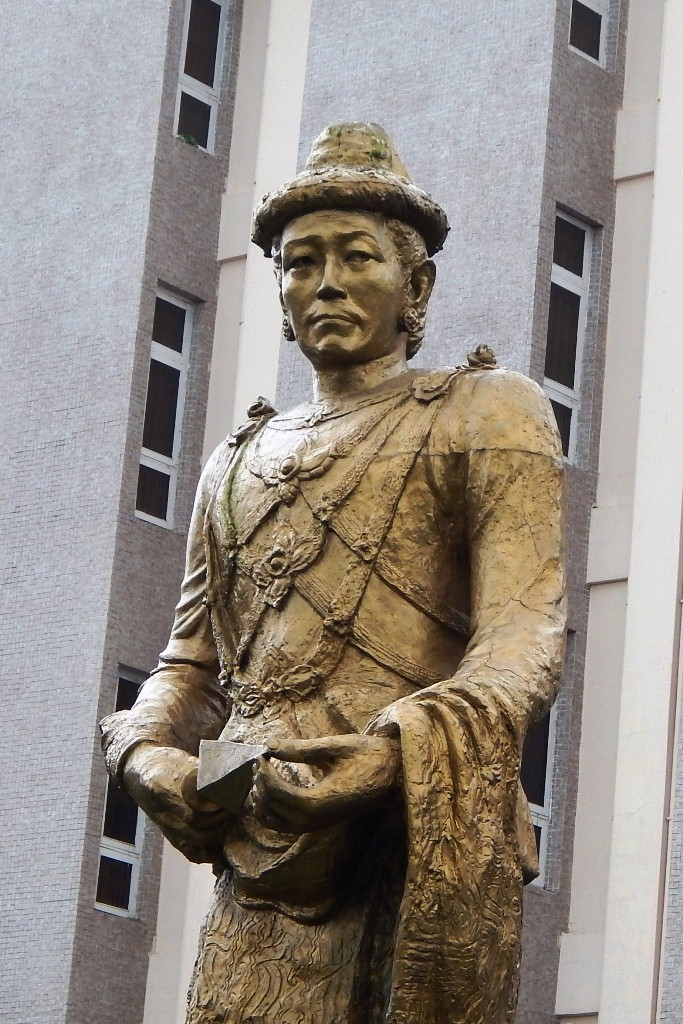
알라웅파야

1752년, 꼰바웅이라는 새로운 왕조가 한타와디 복고 왕국에 도전하기 위해 일어섰고, 1758년까지 왕국의 대부분을 재통합했다. 1758년-1759년에 왕조의 창시자인 알라웅파야 왕은 20년 이상 전에 청나라에 합병되었던 더 먼 샨주 (현재의 까칭주와 북부 및 동부 샨주)로 원정을 보내 버마의 권위를 재확립했다. (더 가까운 샨족 국가들은 1754년부터 재점령되었다.) 10개의 더 먼 샨족 국가 사우바스 중 3곳 (모가웅, 바모, 센위)과 그들의 민병대는 윈난성으로 도망쳐 청나라 관리들에게 버마를 침공하도록 설득하려 했다고 한다. 켕퉁 사우바스의 조카와 그의 추종자들도 도망쳤다.
윈난성 정부는 1759년에 황제에게 소식을 보고했고, 청나라는 즉시 재정복을 명령하는 칙령을 내렸다. 처음에는 "야만인은 야만인을 사용하여 정복해야 한다"고 믿었던 윈난성 관리들이 망명한 사우바스를 지원함으로써 문제를 해결하려고 했다. 그러나 이 전략은 효과가 없었다. 1764년, 시암으로 향하던 버마군은 국경 지대에 대한 장악력을 높이고 있었고, 사우바스들은 중국에 불평했다. 이에 대해 황제는 수도 출신의 존경받는 학자 관료인 류자오를 임명하여 문제를 해결하게 했다. 쿤밍에서 류자오는 타이-샨족 민병대만으로는 효과가 없으며, 정규 녹영군 병력을 투입해야 한다고 평가했다.

## 1차 침공 (1765년–1766년)

19세기 그림 속 아바군

1765년 초, 네 묘 티하파테 장군이 이끄는 20,000명의 버마군이 켕퉁에 주둔하다가 또 다른 시암 침공을 위해 켕퉁을 떠났다. 버마 주력군이 떠나자 류자오는 현지 중국인과 버마 상인들 간의 몇몇 작은 무역 분쟁을 구실로 삼아 1765년 12월 켕퉁 침공을 명령했다. 녹영군 3,500명과 타이-샨족 민병대로 구성된 침공군은 켕퉁을 포위했지만, 네 묘 시투 장군이 이끄는 켕퉁 수비대의 노련한 버마군을 당해낼 수 없었다. 버마군은 포위를 풀고 침략자들을 푸얼현까지 추격하여 그곳에서 격파했다. 네 묘 시투는 증강된 수비대를 남겨두고 1766년 4월 아바로 돌아갔다.
류자오 총독은 당황하여 먼저 벌어진 일을 숨기려 했다. 황제가 의심하자, 그는 류자오의 즉각적인 소환과 강등을 명령했다. 류자오는 따르지 않고 문구용 칼로 목을 베어 자살했으며, 피가 흐르는 목에서 "황제의 은혜를 갚을 길이 없다. 나는 내 죄로 죽어 마땅하다"고 썼다. 관료적 실패에 직면한 이러한 종류의 자살이 청나라에서는 드문 일이 아니었지만, 그럼에도 불구하고 황제를 격노하게 만들었다고 한다. 미엔 (버마인을 뜻하는 중국어) 문제를 해결하는 것은 이제 황실의 위신 문제였다. 황제는 이제 신장과 광저우에서 오랫동안 복무한 경험 많은 국경 관리인 양잉주를 임명했다.

## 2차 침공 (1766년–1767년)

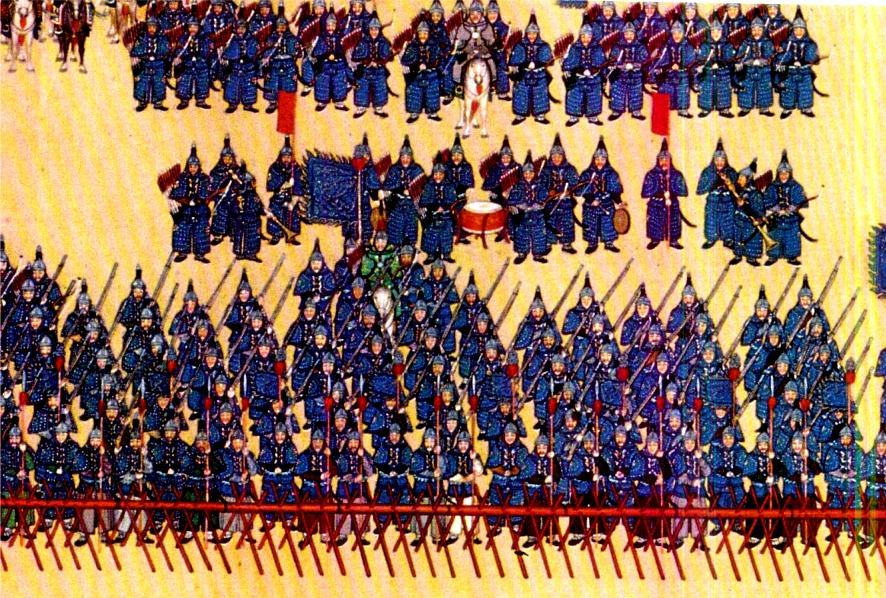
건륭제의 팔기군

양잉주는 1766년 여름에 도착하여 지휘를 맡았다. 켕퉁에 있던 류자오의 침공과는 달리, 양잉주는 상미얀마를 직접 공격하기로 결심했다. 그는 청나라 황족을 버마 왕위에 앉힐 계획이었다고 전해진다. 양잉주의 계획된 침공 경로는 바모를 거쳐 에야와디강을 따라 아바로 가는 것이었다. 버마군은 침공 경로를 미리 알고 있었고 준비되어 있었다. 싱뷰싱왕의 계획은 중국군을 버마 영토로 유인한 다음 포위하는 것이었다. 야전 사령관 발라민딘은 바모를 포기하고 대신 에야와디강 바모 남쪽 몇 마일 떨어진 카웅톤에 있는 버마군의 목책에 머물도록 명령받았다. 카웅톤 요새는 특히 프랑스인 포수들 (1756년 탄린 전투에서 포로로 잡힌)이 이끄는 포병 부대로 무장되어 있었다. 그들을 보강하기 위해 마하 티하 투라가 이끄는 또 다른 군대가 동부 버마 최전방 수비대인 켕훙 (현 윈난성 징훙시)에 배치되어 북부 샨주를 가로질러 바모 전선으로 진격하도록 명령받았다.

### 바모–카웅톤의 함정
계획대로, 청나라 군대는 1766년 12월 바모를 쉽게 점령하고 보급 기지를 세웠다. 중국군은 이어서 카웅톤에 있는 버마군 수비대를 포위했다. 그러나 발라민딘의 방어는 중국군의 반복적인 공격을 막아냈다. 한편, 마하 시투가 이끄는 버마군 한 부대와 네 묘 시투가 이끄는 또 다른 버마군 한 부대가 중국군을 포위했다. 마하 티하 투라의 군대도 도착하여 윈난성으로 돌아가는 탈출로를 막기 위해 바모 근처에 진지를 구축했다.
이 교착 상태는 상미얀마의 열대 기후에서 싸울 준비가 전혀 되어 있지 않던 중국군에게 불리하게 작용했다. 수천 명의 중국군 병사들이 콜레라, 이질, 말라리아에 걸려 쓰러졌다고 한다. 한 청나라 보고서에 따르면, 한 수비대의 병사 1,000명 중 800명이 질병으로 사망했고, 100명이 더 병들었다고 한다.
중국군이 크게 약화되자 버마군은 공세를 펼쳤다. 먼저, 네 묘 시투는 가볍게 방어되던 바모를 쉽게 탈환했다. 주력 중국군은 이제 카웅톤-바모 회랑에 완전히 갇혀 모든 보급선이 끊겼다. 버마군은 이어서 두 방향에서 주력 중국군을 공격했다— 발라민딘의 군대는 카웅톤 요새에서, 네 묘 시투의 군대는 북쪽에서 공격했다. 중국군은 동쪽으로, 그리고 북쪽으로 후퇴했고, 그곳에는 마하 티하 투라가 이끄는 또 다른 버마군이 기다리고 있었다. 다른 두 버마군도 추격하여 중국군은 완전히 파괴되었다. 에야와디강 서쪽 측면을 지키고 있던 마하 시투의 군대는 밋지나 북쪽으로 진격하여 국경의 다른 경비가 약한 중국 수비대를 격파했다. 버마군은 윈난성 내의 8개 중국 샨족 국가를 점령했다.

### 여파
승리한 버마군은 노획한 총과 머스켓, 포로들과 함께 5월 초 아바로 돌아왔다. 쿤밍에서 양잉주는 거짓말에 의존하기 시작했다. 그는 바모가 점령되었고, 그곳 주민들이 만주식 변발을 하기 시작했으며, 버마군 사령관 네 묘 시투가 10,000명의 병력을 잃은 후 화평을 간청했다고 보고했다. 그는 황제가 양국 간의 정상적인 무역 관계를 회복하기 위해 평화 제안을 흔쾌히 수락할 것을 권했다. 그러나 건륭제는 보고서의 허위성을 깨달았고, 양잉주에게 베이징으로 돌아올 것을 명령했다. 도착하자마자 양잉주는 황제의 명령에 따라 자살했다.

## 3차 침공 (1767년–1768년)

### 중국군의 동원
두 차례의 패배 후, 청나라 황제와 그의 조정은 버마와 같은 비교적 작은 나라가 어떻게 청나라의 막강한 힘에 저항할 수 있는지 이해할 수 없었다. 황제에게는 이제 만주족이 직접 나서야 할 때였다. 그는 항상 자신의 녹영군의 전투력을 의심했다. 만주족은 자신들을 호전적이고 정복하는 민족으로, 한족은 점령된 민족으로 보았다. 그는 첫 두 차례의 침공에 대한 연구를 의뢰했고, 보고서는 그의 편견을 강화했다—녹영군의 낮은 전투력이 실패의 원인이었다는 것이다.
1767년, 황제는 자신의 사위인 노련한 만주족 사령관 밍루이를 윈난성과 구이저우의 총독 겸 버마 원정대 사령관으로 임명했다. 밍루이는 북서부에서 튀르크족과의 전투에 참여했으며, 전략적 요충지인 이리 (현 신장 위구르 자치구)의 지휘를 맡고 있었다. 그의 임명은 이것이 더 이상 국경 분쟁이 아니라 전면전임을 의미했다. 밍루이는 4월에 윈난성에 도착했다. 몽골군과 정예 만주군으로 구성된 침공군은 북부 중국과 만주에서 급히 내려왔다. 수천 명의 녹영군이 윈난성과 타이-샨족 민병대와 함께 이 병력을 동반했다. 중국 전역의 성(省)들이 보급품을 제공하기 위해 동원되었다. 침공군의 총 병력은 50,000명이었고, 대다수가 보병이었다. 버마의 산과 울창한 정글은 기병 병력의 사용을 최소화했다. 청나라 조정은 이제 병사들 사이의 질병 위협을 심각하게 고려했다. 예방 조치로, 질병이 덜 유행한다고 여겨지는 겨울철에 작전이 계획되었다.

### 버마의 동원
버마는 이제 자신들을 상대로 동원된 가장 큰 중국군에 직면했다. 그러나 싱뷰싱왕은 상황의 심각성을 깨닫지 못하는 듯했다. 첫 두 차례의 침공 내내 그는 1765년 1월부터 라오스와 시암에서 싸우고 1766년 1월부터 시암 수도 아유타야를 포위하고 있던 버마 주력군을 소환하는 것을 끈질기게 거부했다. 1767년 내내 중국이 가장 심각한 침공을 위해 동원하는 동안에도 버마는 여전히 시암을 격파하는 데 집중하고 있었다. 1767년 4월 시암 수도가 마침내 함락된 후에도 싱뷰싱왕은 그해 후반 겨울철에 남아있는 시암 저항군을 소탕하기 위해 우기 동안 일부 병력을 시암에 남겨두었다. 그는 실제로 많은 샨족과 라오스족 대대를 우기 초에 해산시켰다.
그 결과, 1767년 11월 침공이 시작되었을 때, 버마의 방어는 훨씬 더 크고 더 단호한 적을 맞이할 준비가 되어 있지 않았다. 버마군 지휘부는 두 번째 침공과 매우 유사했다. 싱뷰싱왕은 다시 두 번째 침공의 동일한 지휘관들을 중국군에 맞서도록 배치했다. 마하 시투가 버마 주력군을 이끌었고, 중국 전선의 총사령관이었으며, 마하 티하 투라와 네 묘 시투가 다른 두 버마군을 지휘했다. 발라민딘은 다시 카웅톤 요새를 지휘했다. 버마 주력군이 약 7,000명에 불과했다는 점을 고려할 때, 세 번째 침공 시작 시점의 전체 버마 방어 병력은 20,000명을 넘지 않았을 것이다.

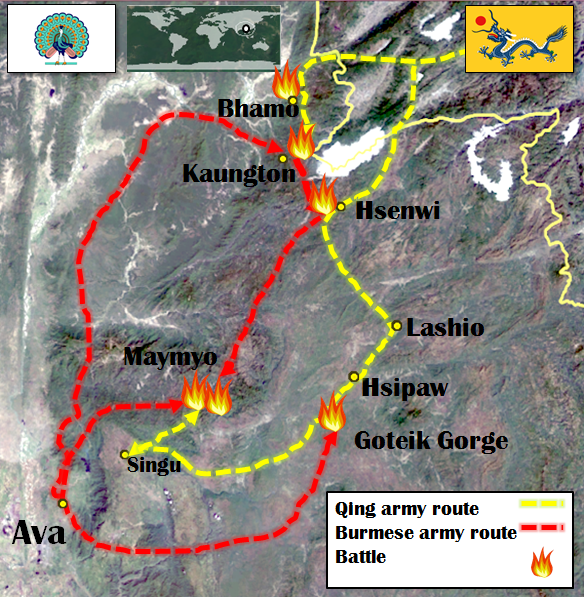
3차 침공 (1767년–1768년)의 주요 전투 경로

### 중국군의 공세
밍루이는 우기가 끝나는 대로 양면 침공을 계획했다. 밍루이 자신이 이끄는 중국 주력군은 센위, 라쇼, 시포를 거쳐 남투강을 따라 아바에 접근하기로 했다. 주 침공 경로는 1세기 전 만주족 군대가 영력제를 추격했던 경로와 동일했다. 어얼덩어 장군 (額爾登額, 또는 아마도 額爾景額)이 이끄는 두 번째 군대는 다시 바모 경로를 시도하기로 했다. 궁극적인 목표는 두 군대가 아바의 버마 수도에 대한 협공 작전을 펼치는 것이었다. 버마의 계획은 네 묘 시투가 이끄는 군대가 북쪽의 카웅톤에서 두 번째 중국군을 저지하고, 마하 시투와 마하 티하 투라가 이끄는 두 군대가 북동쪽에서 중국 주력군을 맞이하는 것이었다.
처음에는 모든 것이 청나라의 계획대로 진행되었다. 세 번째 침공은 1767년 11월에 시작되었고, 소규모 중국군이 바모를 공격하고 점령했다. 8일 만에 밍루이의 주력군은 센위와 시포의 샨주를 점령했다. 밍루이는 센위를 보급 기지로 삼고, 5,000명의 병력을 센위에 남겨 후방을 지키게 했다. 그는 이어서 15,000명의 병력을 이끌고 아바 방향으로 진격했다. 12월 말, 고테익 협곡 (시포 남쪽)에서 두 주력군이 대치했고, 세 번째 침공의 첫 번째 주요 전투가 벌어졌다. 2대1로 수적 열세에 있던 마하 시투의 버마 주력군은 밍루이의 팔기군에게 철저히 격파되었다. 마하 티하 투라도 센위에서 격퇴되었다. 고테익 협곡의 재앙 소식이 아바에 도착했다. 싱뷰싱왕은 마침내 상황의 심각성을 깨닫고, 시암에서 버마군을 긴급히 소환했다.
버마 주력군을 격파한 밍루이는 계속 전속력으로 전진하여 한 마을씩 점령하고 1768년 초 아바 북쪽 30마일 떨어진 에야와디강변의 싱구에 도달했다. 버마군에게 유일한 희망은 이라와디강을 따라 내려와 밍루이의 주력군과 합류할 예정이었던 북부 침공군이 카웅톤에서 저지되었다는 것이었다.

### 버마의 반격

아바

아바에서 싱뷰싱왕은 자신의 문 앞에 약 3만 명에 달하는 대규모 중국군이 있다는 사실에도 당황하지 않았다고 전해진다. 조정은 왕에게 도피할 것을 촉구했지만, 그는 경멸스럽게 거절하며 자신과 동생 왕자들, 알라웅파야의 아들들이 필요하다면 중국군과 홀로 싸울 것이라고 말했다. 수도를 방어하는 대신, 싱뷰싱왕은 침착하게 군대를 싱구 외곽에 배치하고 직접 선두에 서서 전선으로 나아갔다.
밍루이는 너무 무리하게 진격하여 더 이상 전진할 수 없는 상황임이 드러났다. 그는 이제 북부 샨 구릉에 있는 주 보급 기지 센위에서 수백 마일 떨어진 곳에 있었다. 샨 구릉의 정글을 가로지르는 긴 보급선에 대한 버마군의 게릴라 공격은 청나라군의 전진 능력을 심각하게 방해하고 있었다. 버마군의 게릴라 작전은 마하 티하 투라의 부관인 테잉야 민카웅 장군이 지휘했다. 밍루이는 이제 북부군이 구원하러 올 시간을 벌기 위해 방어 전술로 전환했다. 그러나 그것은 불가능했다. 북부군은 카웅톤 요새에 대한 반복적인 공격으로 막대한 사상자를 냈다. 사령관 어얼덩어는 밍루이의 명확한 명령을 어기고 윈난성으로 후퇴했다. 이 사령관은 나중에 황제의 명령에 따라 공개적으로 수치를 당하고 처형되었다 (살아서 잘게 썰림).
밍루이에게 상황은 더욱 악화되었다. 1768년 초, 시암에서 노련한 버마군 증원군이 돌아오기 시작했다. 증원군의 힘을 얻어 마하 티하 투라와 네 묘 시투가 이끄는 두 버마군이 센위를 성공적으로 탈환했다. 센위의 청나라 사령관은 자살했다. 청나라 주력군은 이제 모든 보급선이 끊겼다. 이제 1768년 3월이었다. 러시아 국경을 따라 얼어붙은 초원에서 온 수천 명의 팔기군은 버마 중부의 용광로 같은 더운 날씨에서 말라리아와 버마군의 공격으로 죽어가기 시작했다. 밍루이는 아바로 진격하려는 모든 희망을 포기하고, 대신 가능한 한 많은 병사들과 함께 윈난성으로 돌아가려 했다.

#### 메묘 전투
1768년 3월, 밍루이는 보병 10,000명, 기병 2,000명으로 구성된 버마군에게 추격당하며 퇴각하기 시작했다. 버마군은 군대를 둘로 나누어 중국군을 포위하려 했다. 마하 티하 투라는 이제 마하 시투를 대신하여 총지휘권을 맡았다. 마하 시투가 이끄는 소규모 군대는 밍루이를 계속 추격하는 동안, 마하 티하 투라가 이끄는 대규모 군대는 산악 지대를 통과하여 중국군의 바로 뒤로 나타났다. 신중한 기동을 통해 버마군은 아바 북동쪽 약 50마일 떨어진 현대의 핀우린 (메묘)에서 중국군을 완전히 포위하는 데 성공했다. 메묘 전투에서 3일간의 피비린내 나는 전투 끝에 팔기군은 완전히 전멸했다. 학살이 너무 심하여 버마군은 칼자루가 적의 피로 미끄러워 칼을 거의 잡을 수 없을 정도였다. 주력군 3만 명 중 2,500명만이 살아남아 포로로 잡혔다. 나머지는 전장에서, 질병으로, 또는 항복 후 처형되어 죽었다. 밍루이 자신도 전투에서 심한 부상을 입었다. 소수의 그룹만이 돌파하여 학살에서 탈출할 수 있었다. 밍루이 자신도 그 그룹과 함께 탈출할 수 있었다. 대신, 그는 변발을 잘라내어 탈출하는 사람들에게 자신의 충성심의 증표로 황제에게 보냈다. 그리고 나서 그는 나무에 목을 매달았다. 결국, 주력군 중 수십 명만이 돌아왔다.

## 4차 침공 (1769년)

### 중간 휴전 (1768년–1769년)
건륭제는 밍루이와 그의 팔기군을 쉬운 승리를 예상하며 보냈다. 그는 자신의 새로운 영토를 어떻게 관리할지에 대한 계획을 세우기 시작했다. 몇 주 동안 청나라는 아무 소식도 듣지 못했고, 마침내 소식이 들려왔다. 황제는 충격을 받고 다음에 무엇을 할지 결정할 때까지 모든 군사 행동을 즉시 중단하라고 명령했다. 전선에서 돌아온 장군들은 버마를 정복할 방법이 없다고 경고했다. 그러나 계속 진격할 수밖에 다른 선택은 없었다. 황실의 위신이 걸려 있었기 때문이다.
황제는 가장 신뢰하는 고문 중 한 명인 대군기대신 푸차 푸헝, 밍루이의 삼촌에게 눈을 돌렸다. 1750년대에 푸헝은 대부분이 전쟁이 너무 위험하다고 믿을 때 준가르족을 제거하려는 황제의 결정을 전적으로 지지했던 몇 안 되는 고위 관리 중 한 명이었다. 1768년 4월 14일, 황실은 밍루이의 사망과 푸헝의 버마 원정대 새로운 총사령관 임명을 발표했다. 만주족 장군 아귀, 알리군, 수허더가 그의 부관으로 임명되었다. 이제 청나라 군부의 최고위층은 버마와의 최종 결전을 준비했다.
전투가 재개되기 전에 중국 측 일부는 아바 궁정에 평화 제안을 보냈다. 버마 역시 시암에서의 문제로 인해 외교에 기회를 주고 싶다는 신호를 보냈다. 그러나 황제는 푸차 푸헝의 격려를 받아 버마와 타협할 수 없음을 분명히 했다. 국가의 위엄을 위해 완전한 항복이 요구되었다. 그의 목표는 모든 버마 영토에 대한 직접적인 청나라 통치를 확립하는 것이었다. 시암과 라오스 국가에 중국의 야망을 알리고 동맹을 모색하기 위해 사절이 파견되었다.
아바는 이제 또 다른 대규모 침공을 예상했다. 싱뷰싱왕은 이제 중국군에 맞서기 위해 시암에서 대부분의 병력을 돌려보냈다. 버마가 중국의 위협에 완전히 몰두하자 시암 저항군은 1768년에 아유타야 왕국을 탈환했고, 1768년과 1769년 내내 모든 영토를 재정복했다. 버마에게는 지난 3년 (1765년-1767년) 동안 시암에서 힘들게 얻은 성과가 헛수고가 되었지만, 할 수 있는 일은 거의 없었다. 이제 왕국의 생존이 걸려 있었다.

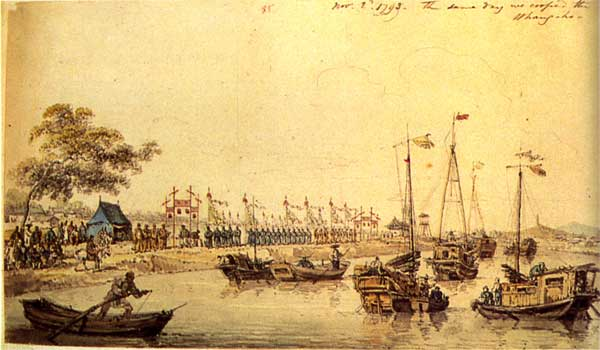
청나라 함대

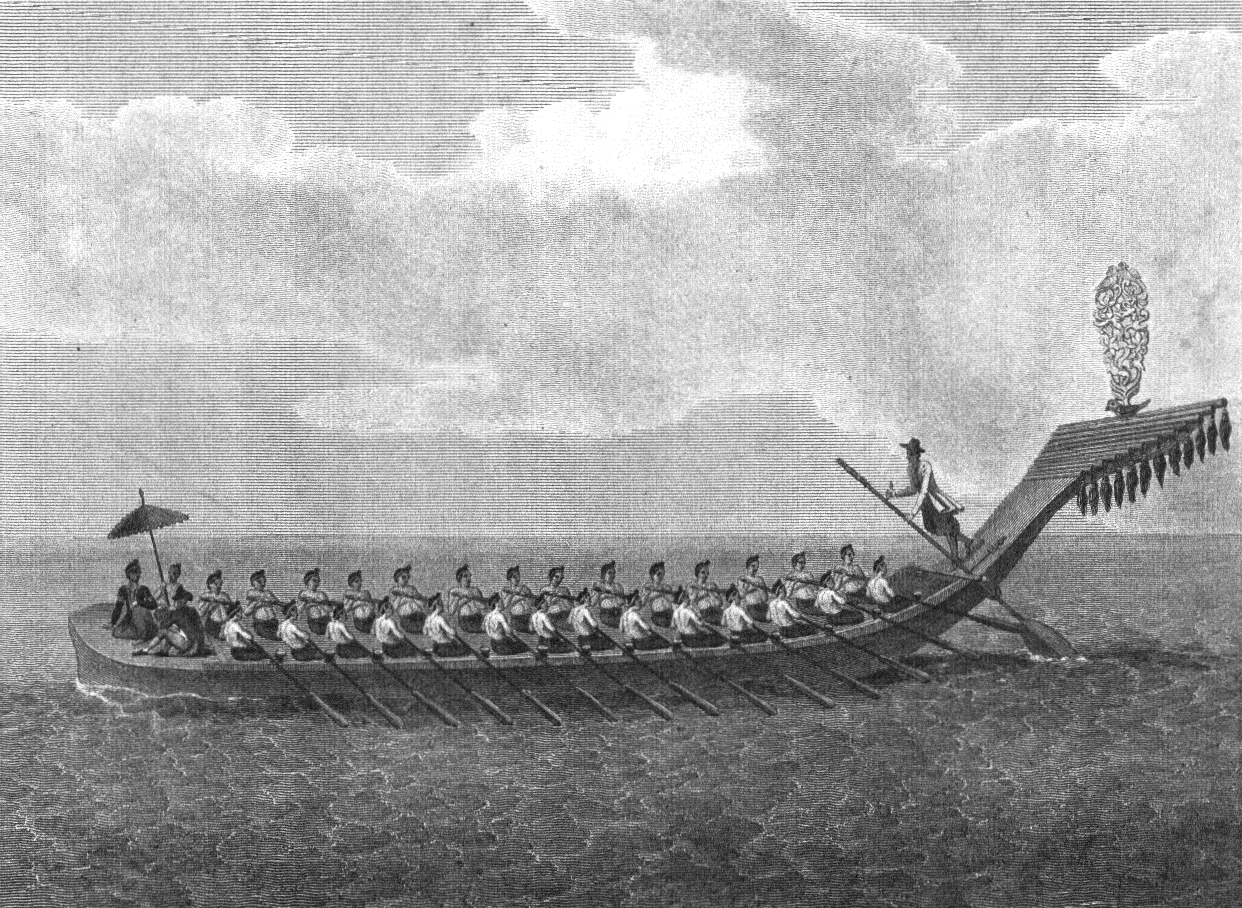
에야와디강의 버마 전함

### 중국군의 전투 계획
푸차 푸헝은 1769년 4월 윈난성에 도착하여 60,000명의 병력을 지휘하게 되었다. 그는 과거 명나라와 몽골 원정대를 연구하여 바모와 에야와디강을 통한 삼면 침공을 계획했다. 첫 번째 군대는 바모와 카웅톤을 정면으로 공격할 것이며, 이는 어려울 것이라고 그는 알고 있었다. 그러나 다른 두 개의 더 큰 군대는 카웅톤을 우회하여 이라와디강을 따라, 강 양쪽 강변으로 각각 한 군대씩, 아바로 진격할 것이었다. 강 양쪽의 두 침공군은 푸젠성 해군 소속 수천 명의 선원들이 운용하는 전함의 호위를 받을 것이었다. 밍루이의 실수를 반복하지 않기 위해, 그는 보급 및 통신선을 보호하고 지속 가능한 속도로 전진할 것을 결심했다. 그는 보급선에 대한 버마군의 게릴라 공격을 최소화하기 위해 샨 구릉 정글을 통한 침공 경로를 피했다. 그는 또한 침공 경로를 따라 요새와 배를 지을 목공 부대 전체를 데려왔다.

### 버마의 전투 계획
버마에게 전반적인 목표는 적을 국경에서 저지하고 중국군이 그들의 심장부로 다시 침투하는 것을 막는 것이었다. 마하 티하 투라는 3차 침공 후반부터 맡아왔던 총사령관이었다. 늘 그렇듯이 발라민딘은 카웅톤 요새를 지휘했다. 9월 마지막 주, 세 버마군이 세 중국군을 정면으로 맞서기 위해 파견되었다. 네 번째 군대는 적 보급선을 차단하는 유일한 목적으로 조직되었다. 싱뷰싱왕은 또한 중국 전함에 맞서기 위해 전함 함대를 조직했다. 버마의 방어에는 이제 시암 전선에서 돌아온 따비 총독 피에르 드 밀라르가 지휘하는 프랑스인 머스킷병과 포수들이 포함되었다. 병력 이동을 토대로 버마는 대규모 침공군이 어느 방향에서 올지 적어도 대략적인 방향은 알고 있었다. 마하 티하 투라는 배를 타고 강을 거슬러 바모로 이동했다.

### 침공
버마군이 북쪽으로 진격하자, 푸차 푸헝은 장교들의 조언을 무시하고 계절풍이 끝날 때까지 기다리지 않기로 결정했다. 이것은 분명 계산된 도박이었다. 그는 버마군이 도착하기 전에 공격하고 싶었지만, "습기가 모든 곳에 퍼지지는 않을 것"이라고도 희망했다. 그리하여 1768년 10월, 계절풍이 끝날 무렵 (하지만 여전히 계절풍 기간 중) 푸차 푸헝은 역사상 가장 큰 침공을 감행했다. 세 중국군은 연합하여 바모를 공격하고 점령했다. 그들은 남쪽으로 진격하여 카웅톤의 버마 요새 동쪽 12마일 떨어진 쉬엔냐웅빈 마을 근처에 거대한 요새를 건설했다. 계획대로 목수들은 에야와디강을 따라 항해할 수백 척의 전함을 만들었다.
그러나 계획대로 된 것은 거의 없었다. 한 군대는 계획대로 에야와디강 서쪽 강변으로 건너갔다. 그러나 그 군대의 사령관은 기지에서 멀리 떨어진 곳으로 진격하고 싶어 하지 않았다. 서쪽 강변을 지키도록 배정된 버마군이 접근하자, 중국군은 동쪽 강변으로 후퇴했다. 마찬가지로, 동쪽 강변을 따라 진격하도록 배정된 군대도 진격하지 않았다. 이로 인해 중국 함대는 노출되었다. 버마 함대는 강을 거슬러 올라와 중국 전함들을 공격하여 모두 격침시켰다. 중국군은 이제 카웅톤을 공격하는 데 집중했다. 그러나 4주 연속으로 버마군은 팔기군의 용감한 벽 공격을 견뎌내며 놀라운 방어를 펼쳤다.
침공 시작 한 달여 만에 청나라 침공군은 국경에서 완전히 교착 상태에 빠졌다. 예상대로 많은 중국군 병사와 선원들이 병에 걸려 대량으로 죽기 시작했다. 푸차 푸헝 자신도 열병에 걸렸다. 중국군에게는 더욱 불길하게도, 적의 통신선을 끊기 위해 파견된 버마군도 목적을 달성하여 후방에서 중국군을 압박했다. 12월 초까지 중국군은 완전히 포위되었다. 버마군은 이어서 쉬엔냐웅빈의 중국 요새를 공격했고, 치열한 전투 끝에 요새는 함락되었다. 도주하는 중국군은 다른 중국군이 주둔해 있던 카웅톤 근처의 포위망으로 후퇴했다. 중국군은 이제 쉬엔냐웅빈과 카웅톤 요새 사이의 회랑에 갇혔고, 버마군에 완전히 포위되었다.

### 휴전

병부대신 푸차 푸헝

이미 20,000명의 병력과 상당량의 무기 및 탄약을 잃은 중국 사령부는 이제 조건을 요구했다. 버마군 참모진은 조건을 부여하는 것을 꺼려하며, 중국군은 우리 안에 갇힌 소떼처럼 포위되었고, 굶주리고 있으며, 며칠 내에 전멸시킬 수 있다고 말했다. 그러나 1768년 메묘 전투에서 밍루이의 군대가 전멸하는 것을 감독했던 마하 티하 투라는 또 다른 전멸이 중국 정부의 결의를 더욱 굳건하게 할 뿐임을 깨달았다.
마하 티하 투라는 다음과 같이 말했다고 전해진다.
동지들, 우리가 평화조약을 맺지 않으면 또 다른 침략이 올 것입니다. 그리고 우리가 그것을 물리치면 또 다른 침략이 올 것입니다. 우리나라는 다른 할 일이 많으므로 중국의 침략을 계속 물리치기만 할 수는 없습니다. 학살을 멈추고 우리 국민과 저들의 국민이 평화롭게 살도록 합시다.
그는 지휘관들에게 중국과의 전쟁이 결국 나라를 파괴할 암이 되고 있다고 지적했다. 중국군의 손실에 비해 버마군의 손실은 적었지만, 인구 대비로 보면 막대했다. 지휘관들은 납득하지 못했지만, 마하 티하 투라는 자신의 책임하에 왕에게 알리지 않고 중국군에게 다음과 같은 조건을 요구했다.
1. 중국은 자국 영토에 피신한 모든 사우바스와 기타 버마 사법 시스템의 반란자 및 도망자들을 송환해야 한다;
2. 중국은 역사적으로 버마의 일부였던 샨족 국가들에 대한 버마의 주권을 존중해야 한다;
3. 모든 전쟁 포로는 석방되어야 한다;
4. 중국 황제와 버마 왕은 우호 관계를 재개하고, 선의의 서한과 선물을 정기적으로 교환해야 한다.

중국군 지휘관들은 조건에 동의하기로 결정했다. 1769년 12월 13일 (또는 1769년 12월 22일), 카웅톤에서 7층짜리 피야탓 홀 아래 14명의 버마 장교와 13명의 중국 장교가 강화 조약 (카웅톤 조약으로 알려짐)에 서명했다. 중국군은 자신들의 배를 불태우고 대포를 녹였다. 이틀 후, 버마군이 무장한 채 내려다보는 가운데, 굶주린 중국 병사들은 음침하게 타핀강 계곡을 따라 행군했다. 그들은 수천 명씩 협곡에서 굶주림으로 죽기 시작했다.

## 여파
베이징에서 건륭제는 조약에 불만을 품었다. 그는 중국군 사령관들의 설명, 즉 네 번째 조항인 선물 교환 사절단 파견이 버마의 굴복과 조공에 해당한다는 것을 받아들이지 않았다. 그는 사우바스 또는 다른 도망자들의 송환이나 양국 간 무역 재개를 허용하지 않았다.
아바에서 싱뷰싱왕은 장군들이 자신의 허락 없이 행동한 것에 격분하여 조약 사본을 찢었다. 왕이 화가 난 것을 알았기에 버마군는 수도로 돌아오기를 두려워했다. 1770년 1월, 그들은 버마가 중국과 전쟁 중인 상황을 틈타 반란이 시작된 마니푸르로 진격했다. 랑타발 근처에서 3일간의 전투 끝에 마니푸르인들은 패배했고, 그들의 라자는 아삼으로 도주했다. 버마는 자신들이 지명한 인물을 왕위에 앉히고 돌아왔다. 왕의 분노는 가라앉았다. 결국 그들은 승리했고 왕위를 지켰기 때문이다. 그럼에도 왕은 훈장 받은 장군인 마하 티하 투라에게 여자의 옷을 입으라고 보냈고 (그의 딸은 싱뷰싱왕의 아들이자 왕위 계승자인 싱구왕과 결혼했다), 그와 다른 장군들을 샨주로 추방했다. 그는 그들을 만나주지 않았다. 그는 또한 그들을 변호하려 했던 장관들도 추방했다.
적대 행위는 중단되었지만, 불안한 휴전이 이어졌다. 조약의 어떤 조항도 양측 모두 지켜지지 않았다. 중국이 사우바스를 돌려보내지 않았기 때문에 버마는 2,500명의 중국인 전쟁 포로를 돌려보내지 않고 재정착시켰다. 청나라는 양잉주, 밍루이, 알리군, 그리고 푸차 푸헝 (결국 1770년에 말라리아로 사망)을 포함하여 그 시대의 가장 중요한 국경 전문가 일부를 잃었다. 전쟁은 청나라 재정에 980만 냥의 은을 소비시켰다. 그럼에도 불구하고, 황제는 또 다른 전쟁을 벌이기 위해 약 10년간 윈난성 국경 지역에 강력한 군사력을 유지했고, 20년간 국경 간 무역을 금지했다.
버마는 수년 동안 또 다른 중국 침략의 임박한 위협에 시달렸고, 국경을 따라 일련의 수비대를 유지했다. 전쟁의 높은 사상자 (인구 규모 대비)와 북부 국경을 계속 방어해야 할 필요성은 시암에서의 전쟁을 재개할 버마 군대의 능력을 심각하게 저해했다. 버마가 시암에 또 다른 침공군을 보낸 것은 5년 후였다.
1790년에 버마와 중국이 외교 관계를 재개하기까지는 20년이 더 걸렸다. 재개는 무역 재개를 원했던 타이-샨족 귀족들과 윈난성 관리들의 중재로 이루어졌다. 당시 바둥왕 치하의 버마에게는 재개가 동등한 조건이었고, 그들은 선물 교환을 조공이 아닌 외교 의례의 일부로 여겼다. 그러나 중국인들에게는 이 모든 외교 사절단이 조공 사절단으로 간주되었다. 황제는 관계 재개를 버마의 굴복으로 보았고, 일방적으로 승리를 주장하며 버마 원정을 자신의 십전무공 목록에 포함시켰다.

## 의미

### 영토 변화
버마의 성공적인 방어는 양국 간의 현재 국경의 토대를 마련했다. 국경은 여전히 확정되지 않았고, 국경 지대는 여전히 영향권이 중첩되었다. 전쟁 후 버마는 바모 북쪽의 9개 주 코산페를 계속 보유했다. 적어도 1824년 제1차 영국-미얀마 전쟁 전까지 버마는 켕훙 (현 윈난성 징훙시)까지 윈난성 남부 국경 지대에 대한 권한을 행사했다. 그러나 1886년 영국이 버마 전체를 점령할 때까지 윈난성 남부의 징훙은 버마의 권한 아래에 있었다. 마찬가지로 중국은 현재의 북동부 까칭주를 포함한 국경 지대에 대한 일정 정도의 통제력을 행사했다. 전반적으로 버마는 청나라의 1730년대 통합 노력 이전의 통제선까지 밀어붙일 수 있었다.
그러나 이 전쟁은 또한 버마가 시암에서 철수하도록 강요했다. 청나라에 대한 그들의 승리는 도덕적 승리로 묘사된다. 역사가 G.E. 하비는 다음과 같이 썼다. "그들의 다른 승리들은 시암과 같은 비슷한 수준의 국가들에 대한 것이었지만, 이것은 제국에 대한 승리였다. 알라웅파야의 몬족에 대한 십자군 전쟁은 배신으로 얼룩졌으며, 아유타야의 대규모 포위는 웅장한 강도행위였다"고 언급했지만, 청-버마 전쟁은 "침략자에 대한 의로운 방어 전쟁"이라고 묘사했다.

### 지정학적 의미
이 전쟁의 가장 큰 수혜자는 시암인들이었다. 그들은 버마의 부재를 최대한 활용하여 잃었던 영토와 독립을 되찾았다. 1770년까지 그들은 1765년 이전 영토의 대부분을 재정복했다. 테나세림만이 버마의 손에 남아 있었다. 중국의 위협에 몰두하고 전쟁으로 인한 인력 손실에서 회복 중이었던 싱뷰싱왕은 시암이 계속해서 영토를 통합하는 동안에도 시암을 내버려 두었다 (그는 결국 1년 전 란나에서 시암이 지원한 반란에 대응하여 1775년에 버마군을 시암으로 파견해야만 했다). 다음 수십 년 동안 시암은 란나, 라오스 국가들, 그리고 캄보디아 일부를 흡수하며 자체적인 강국이 될 것이다.
더 넓은 지정학적 관점에서 볼 때, 청나라와 지금까지 한 번도 패배를 겪지 않았던 건륭제는 이제 마지못해 청나라의 힘에는 한계가 있음을 받아들여야 했다. 중국 군사 역사학자 마빈 휘팅은 버마의 성공이 아마도 동남아시아의 다른 국가들의 독립을 지켜냈을 것이라고 썼다.

### 군사적 의미
청나라에게 이 전쟁은 군사력의 한계를 보여주었다. 황제는 처음 두 차례의 침공 실패 원인을 녹영군의 낮은 전투력 탓으로 돌렸다. 그러나 그는 나중에 만주족 팔기군도 신장에서 싸우는 것보다 버마에서 싸우는 데 덜 적합했다고 인정했다. 지난 두 차례의 침공에 각각 5만 명과 6만 명의 병력을 파견했음에도 불구하고, 청나라 사령부는 최신 침공 경로 정보가 부족했으며, 전투 계획을 세우기 위해 수백 년 된 지도를 참조해야 했다. 이러한 지형적 불확실성으로 인해 보급 및 통신선이 버마군의 반복적인 공격에 노출되었고, 지난 세 차례의 침공에서 주력군이 포위되는 결과를 초래했다. 버마의 초토화 전술은 중국군이 보급선 차단에 취약하다는 것을 의미했다. 아마도 가장 중요하게는, 청나라 병사들이 버마의 열대 기후에서 싸우는 데 적합하지 않다는 것이 입증되었다. 지난 세 차례의 침공에서 수천 명의 중국군이 말라리아와 다른 열대 질병에 걸려 대규모로 사망했다. 이는 중국군의 수적 우위를 무력화시켰고, 버마군이 작전 후반에 중국군과 정면으로 대결할 수 있게 했다.
이 전쟁은 꼰바웅 왕조 군사력의 정점으로 여겨진다. 역사가 빅터 리버만은 다음과 같이 썼다: "시암 (1767년)과 중국 (1765년–1769년)에 대한 거의 동시적인 승리는 바인나웅 이후 유례없는 정말 놀라운 기개를 보여주었다." 버마군은 지형과 날씨에 대한 익숙함을 최대한 활용하여 (메묘 전투는 현재 더 큰 군대에 맞서는 보병 전투의 군사 사례 연구이다.) 훨씬 우월한 적에 맞서 싸울 수 있음을 증명했다.
그러나 이 전쟁은 버마 군사력에도 한계가 있음을 보여주었다. 버마는 두 개의 전쟁을 동시에 치를 수 없으며, 특히 그 중 하나가 세계 최대의 군사력에 대항하는 경우 더욱 그러하다는 것을 깨달았다. 싱뷰싱왕의 무모한 양면 전쟁 결정은 왕국이 독립을 잃을 뻔하게 만들었다. 더욱이, 그들의 손실은 청나라의 손실보다 적었지만, 훨씬 작은 인구 규모에 비례하여 막대하여 다른 곳에서 군사력을 발휘하는 데 방해가 되었다. 꼰바웅 왕조의 군사력은 다음 수십 년 동안 정체될 것이다. 시암에 대해 아무런 진전도 이루지 못했다. 그 이후의 정복은 서쪽의 더 작은 왕국들, 즉 아라칸, 마니푸르, 아삼에 대해서만 이루어졌다.

## 같이 보기
- 몽골의 버마 침공
- 십전무공
- 버마-시암 전쟁 (1765년-1767년)
- 응옥호이-동다 전투
- 제1차 영국-미얀마 전쟁

### 인용문
1. 1 2 3  Whiting 2002, 480–481쪽.
2. 1 2 3 4 5 6 7  Dai 2004, 145쪽.
3. 1 2 3 4 5  Giersch 2006, 101–110쪽.
4. 1 2 3 4 5  Hall 1960, 27–29쪽.
5. ↑  Giersch 2006, 103쪽.
6. ↑  Harvey 1925, 254–258쪽.
7. ↑  Fernquest 2006, 61–63쪽.
8. 1 2  Woodside 2002, 256–262쪽.
9. ↑  Giersch 2006, 99–100쪽.
10. ↑  Giersch 2006, 59–80쪽.
11. 1 2  Phayre 1884, 191–192, 201쪽.
12. 1 2  Giersch 2006, 68쪽.
13. 1 2 3 4 5 6  Myint-U 2006, 100–101쪽.
14. ↑  Harvey 1925, 250쪽.
15. 1 2 3 4 5  Kyaw Thet 1962, 310–314쪽.
16. ↑  Phayre 1884, 192쪽.
17. 1 2  Phayre 1884, 195쪽.
18. 1 2 3  Htin Aung 1967, 177–178쪽.
19. 1 2 3 4 5 6  Myint-U 2006, 102–103쪽.
20. 1 2 3 4 5  Haskew 2008, 27–31쪽.
21. 1 2  Harvey 1925, 253쪽.
22. 1 2 3 4 5 6  Kyaw Thet 1962, 314–318쪽.
23. ↑  Htin Aung 1967, 178쪽.
24. ↑  Hall 1960, 28쪽.
25. 1 2 3 4 5 6  Htin Aung 1967, 178–179쪽.
26. ↑  Phayre 1884, 196–198쪽.
27. ↑  Giersch 2006, 102쪽.
28. ↑  Haskew 2008, 29쪽.
29. 1 2 3 4  Harvey 1925, 255–257쪽.
30. ↑  Dai 2004, 178쪽.
31. 1 2 3 4 5 6 7 8  Myint-U 2006, 103–104쪽.
32. 1 2 3 4 5 6  Htin Aung 1967, 180–183쪽.
33. 1 2  Htin Aung 1967, 181–183쪽.
34. 1 2  Htin Aung 1967, 182쪽.
35. 1 2  Harvey 1925, 257–258쪽.
36. ↑  Giersch 2006, 101쪽.
37. ↑  Harvey 1925, 259쪽.
38. ↑  Lieberman 2003, 32쪽.
39. 1 2  Woodside 2002, 265–266쪽.
40. ↑  Lieberman 2003, 184쪽.